# Stara Rzeka (dopływ Liwca)
Stara Rzeka – rzeka dorzecza Bugu, prawy dopływ Liwca o długości 24,86 km. Wypływa w okolicach wsi Żanecin w gminie Sokołów Podlaski i kieruje się na południe. Przepływa przez miejscowości: Dziegietnia, Bielany-Wąsy, Bielany-Żyłaki, Bielany-Jarosławy, Ruciany, Stany, Krynica i po minięciu wsi Krześlin wpada do Liwca.